# منجا روگان

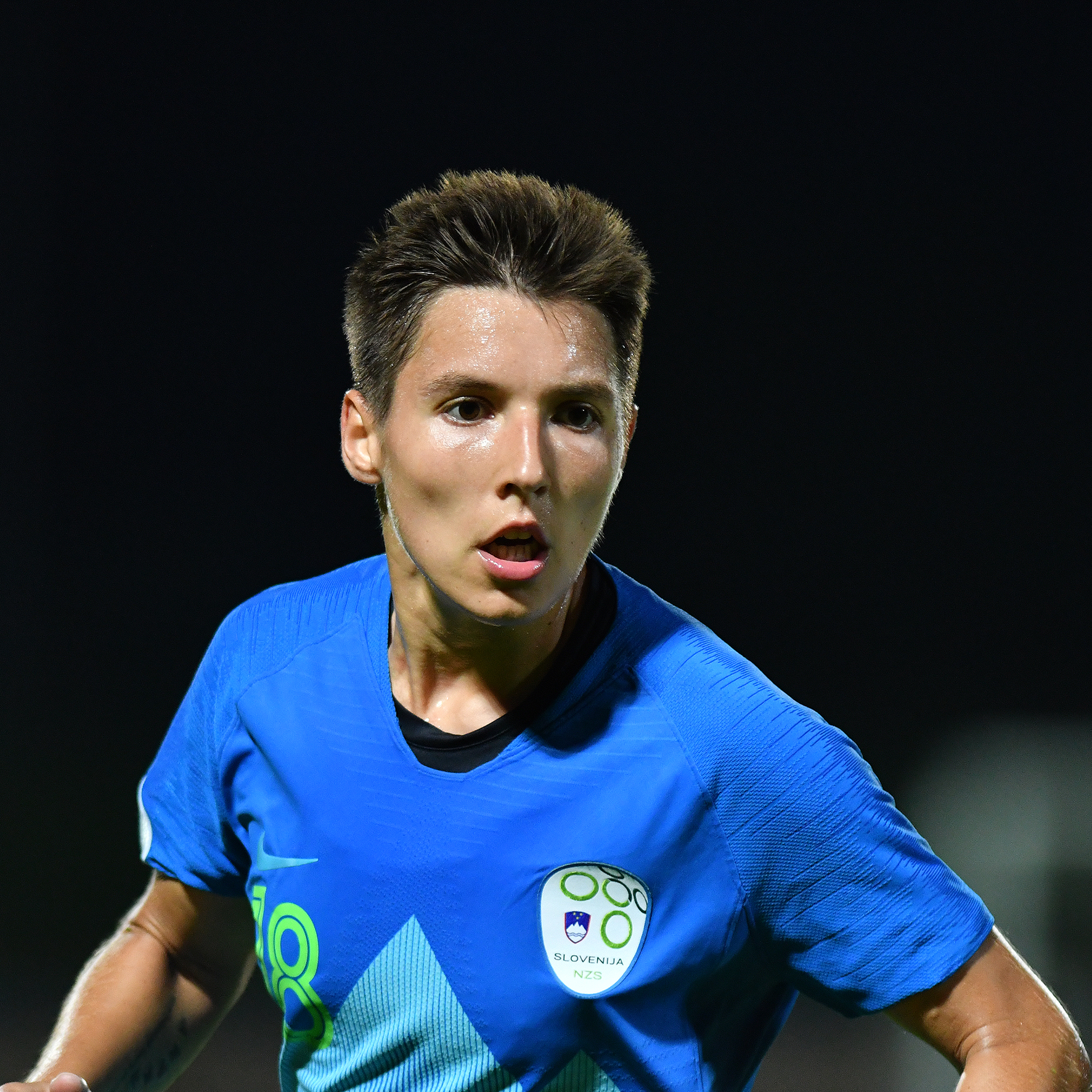
منجا روگان در سال ۲۰۲۱

منجا روگان (انگلیسی: Manja Rogan؛ زادهٔ ۲۲ اکتبر ۱۹۹۵) بازیکن فوتبال اهل اسلوونی است.
وی همچنین در تیم‌های ملی فوتبال Slovenia women's national under-17 football team, Slovenia women's national under-19 football team، و زنان اسلوونی بازی کرده‌است.